# Dora Stroëva
Dora Stroëva de son vrai nom Dora Helene Conception Wooldridge est une chanteuse et compositrice de l'entre-deux-guerres née à Barcelone le 26 décembre 1889 et morte à La Roquette-sur-Siagne le 2 mai 1979.

## Biographie
Dora Stroëva est le pseudonyme de Dora Helene Conception Wooldridge, née le 26 décembre 1889 à Barcelone. Elle est la fille de Maria Cossena et de Francis Wooldridge.
Toute son enfance, Dora voyage beaucoup, allant de Damas, en passant par Jérusalem et d'autres villes, jusqu'à arriver à Saint-Pétersbourg.  
En 1917, la situation instable et la révolution russe qui secoue le pays la contraignent de quitter la Russie avec sa famille.

### Début de carrière et succès
Elle arrive en France au début des années 1920. À Paris, elle débute Chez Fyscher,  toujours accompagnée de sa guitare. Sur scène elle apparait assise sur un très haut tabouret, accompagnée bien souvent par un pianiste, que ce soit Alexandre Cosaï, Elie Aïvaz  ou encore L. Gontcharoff, son principal accompagnateur.
Chanteuse lesbienne mais confidentielle, elle adopte rapidement un style avant-gardiste et androgyne. Reconnaissable à ses cheveux très courts plaqués en arrière, son tailleur noir et sa longue écharpe rouge. Un style qui ne laisse personne indifférent, qu'il s'agisse du public ou bien de personnalités, comme George van Parys.  Une apparence qui contribue également à son succès.
Principalement chanteuse, elle chante en français, en russe  et compose, à l'occasion des chansons (comme Ne ris pas en 1931). 
Sa période de popularité s'étend à l'international au cours des années 1920 et 1930. Elle joue alors à Londres, à New-York, en Roumanie, aux Pays-Bas ou encore en Suisse. En France, elle passe à l'Olympia, au Bœuf sur le Toit ou à Bobino.
Son plus grand succès, qu'elle crée à l'Empire, est la chanson Tu sais, qu'elle enregistre en 1925, 1930 et 1937 et qui sera repris plus tard par d'autres artistes comme Jean Sablon.

### Fin de carrière et de vie
Dora Stroëva termine sa vie à La Roquette-sur-Siagne, dans le département des Alpes-Martimes. Elle meurt dans cette même commune le 2 mai 1979 à 89 ans. Elle repose aujourd'hui avec sa maman dans l'ossuaire communal du cimetière de la ville (n°86)

## Chansons (en tant qu'interprète)
- What I'll do (1924) - paroles et musique de Irving Berlin
- Souviens-toi (All alone) (1925)  - paroles de Louis Lemarchand et Robert Valaire, musique d'Irving Berlin
- Tu sais  (1925) - paroles de Jean Lenoir, musique d'Elie Aïvaz
- C'est toi mon grand amour  (1925) - paroles de Jean Lenoir, musique de Serge Walter
- Tout seul (1925)
- les Adieux de la Tzigane[7] (1925)
- Marquita (Marcheta)  (1925) - paroles A. Willemetz/Saint Granier/Le Seyeux, musique V.L. Schertzinger
- Rien que vous (Yearning) (1926) - paroles de Lelievre/Varna/Rouvray/Valaire, musique de Benny Davis et Joe Burke
- Jeunesse (When you and I were seventeen) (1926) - paroles de Didier-Gold, musique de C. Rosoff
- Si j'avais su (I never knew) (1926) - paroles de Gus et Robert, musique de Fiorito Ted
- Lola ! Lola ! (1926) - paroles de Jean Rodor, musique de Grock
- Remember  (1926) - paroles et musique de Irving Berlin
- Jamais  (1927) - paroles et musique d'Elie Aïvaz
- Si demain  (1927) - paroles de Jean Lenoir, musique d'Elie Aïvaz
- C'est tout (vers 1927)
- Olle Florita (1927) - paroles et musique d'Elie Aïvaz
- Déjà (1927) - paroles de Jean Lenoir, musique d'Elie Aïvaz
- Ô belle nuit (1929)
- Tu m'as donné des roses (1929) - paroles de Louis Despax, musique de Jean Eblinger
- Le mendiant (vers 1930) - poème yiddish de Pierre Varentin, musique d'Octave Crémieux et Léon Roger
- Un mot de toi  (1930) - paroles de Pierre Bayle, musique de Jane Bos
- Dis-moi Je t'aime ! (1930) - paroles de Jean Lenoir, musique de E. Aïvaz
- Au grand large (1930) - paroles de Jean Lenoir, musique de Gigetto/Costoncelli
- Mon sort est entre vos mains (My fate is in you hands) (1930) - paroles de Léon Uhl, musique de Fats Waller
- Ce n'était qu'un rêve (1930)
- Un mot de toi (1930) - paroles de Pierre Bayle, musique de Jane Bos
- Tes mots d'amour  (1931) - par. de Pierre Bayle et Chamfleury, musique de Jane Bos
- Nous n'irons pas  (1931) - par. Jean Lenoir, mus. de Elie Aïvaz
- Tais-toi tango... (1931)
- Nou Gony ou  Эй, ямщик, гони-ка к "Яру" (chanson traditionnelle russe), par. Boris Andrzhievsky, mus. Evgeny Yuryev
- Je vous suivrai n'importe où  (1932) - par. de Robert Valaire, mus. de Jane Bos
- Loin  (1932) -  par. de Jean Lenoir, mus. de Elie Aïvaz
- Je vous suivrai n'importe où  (1932) - par. de Robert Valaire, mus. de Jane Bos
- Jamais (1932) - par. Jean Lenoir, mus. Elie Aïvaz
- Personne (1932) - par. de M. Aubert, mus. de G. Morelli
- Un tango d'amour (1932)
- Un beau rêve à deux (1932)
- Notre romance (1932)
- Si vous aimez (1933)
- Tu souris (1933)
- Chant de printemps (1933) - du film franco-polonais l'Ange du mal
- Je garde mon coeur (1933) - Id. - par. Charles Méré, mus. Jacques Dallin
- Paris, Paris (1937) - par. J. Lenoir, mus. E. Aïvaz
- Redis-moi vous (1937) - par. et mus. J. Lenoir

## Chansons (en tant que compositrice et/ou parolière)
- Chicki Chicki (1923), par. Sam Ward, mus. Stroeva
- Je te veux toute à moi ! (Mine Alone !) (1923), par. Stroeva, mus. Walter
- Est-ce toi... est-ce moi ? (1925), par.Lenoir, mus Stroeva/Lenoir
- Abandon (1925), par. Lenoir, mus. Stroeva
- La faute des fleurs (1926), par. Lenoir, mus. Aïvaz, Stroeva
- Tais-toi (vers 1927), par. Chaillot, mus. Stroeva
- Love, ah love (1928),musique
- Pour toujours (1928), par. Lenoir, mus. Stroeva/Lenoir
- Ô belle nuit (1929), par. Lenoir, mus. Stroeva
- Frileuse (1929), par. Aïvaz mus. Stroeva
- Je n'ai que rêvé (1930), musique
- Pourtant (1930), par. Lenoir, mus. Gontcharoff/Stroeva
- Tango, (1930), par. Lenoir, mus. Raphael Penso/Stroeva
- Mes baisers te diront (1930), par. Lenoir, mus. Lenoir/Stroeva
- Dans le fond du coffret (vers 1930), par. Lenoir, mus. Stroeva/Lenoir
- La rose de France (vers 1930), par. et mus. Stroeva
- Paris, mon rêve ! (1931), musique
- Ne ris pas ! (1931), par. Lenoir, mus. Stroeva/Aïvaz
- J'ai peur de toi ! (1931), musique
- Tes roses (1931), par.  Pierre Bayle et Chamfleury, mus Stroeva/Francis Salabert
- Notre romance (1932), musique
- D'où viens-tu ? (1932), par. Lenoir, mus. Jane Bos et Stroeva
- J'ai vu (I saw) (1934), par. Maurice Aubret, mus. Stroeva/Maurice Roget
- L’Enchantement (1936), musique
- Il s'en est allé (1937), par. Lenoir, mus. Stroeva/Lenoir
- Je chante pour ton cœur (1937), par. Lenoir, mus. Stroeva
- Français, la France n'est pas morte (1944), par. et mus. Stroeva
- Mon cher amour, bonjour (1946), par. et mus. Stroeva
- Vous... laissez parler votre cœur (1946), par. et mus. Stroeva

## Revues
1923-24 : Elle participe à la troisième édition du The Music Box Revue d’Irving Berlin, New York.

## Filmographie
- 1930 : Nuits de Tziganes, film muet de Marcel l'Herbier, dans lequel elle double Gina Manès[8]
- 1930 : Le Requin, film muet/parlant de Henri Chomette, dans lequel elle double Gina Manès dans les parties chantées
- 1930 : Marius à Paris, film muet de Roger Lion , dans lequel elle double Gina Manès
- 1930 : Un soir au Cocktail’s Bar, film muet de Roger Lion, dans lequel elle double Gina Manès
- 1931 : L'Ange du Mal,  film franco-polonais adapté en français par Charles Méré, de Citac Rasimi, dans lequel elle double Krystyna Ankwicz
- 1931 : Alexander's Ragtime Band, film d'animation de Fleischer Studios, elle chante dans le chœur de fin